# Luis Espejo
Luis de Santacruz Espejo y Ruiz (nació en Cajamarca en 1690 y falleció el 9 de noviembre de 1778 en la ciudad de Quito) fue un médico, cirujano autodidacta destacado en la Real Audiencia de Quito. Es además conocido por ser el padre de Eugenio Espejo y Manuela Espejo.

## Reseña biográfica
Luis Espejo nació en Cajamarca hijo de Juan Espejo y Antonia Ruiz. Llegó a Quito en 1740 a la edad de quince años, junto a fray José del Rosario, quien había sido un betlemita director del Hospital de la Misericordia de Nuestro Señor, luego conocido como San Juan de Dios. El padre José del Rosario fue un protector de la familia Espejo, aunque después se convertiría en su enemigo, causado especialmente por conflictos profesionales. Rosario sería farmacéutico y caería víctima de las mordaces críticas del hijo de Luis, Eugenio Espejo, lo que le indispondría para con esa familia.
Luis Espejo fue cirujano y curador en ese hospital donde atendió a religiosos de la orden Dominica y Agustina ganando aproximadamente 150 pesos al año. También hacía peritajes médicos en casos legales, generalmente por heridas producto de peleas. En 1760 tuvo un pleito con un indígena llamado Blas Guevara que lo terminó perdiendo puesto que Guevara apeló al protector de indios que falló a su favor, perjudicando al mestizo Luis. Se le conoce también como Luis Benítez por su padrino el Dr. Luis Benítez de la Torre, quien fuera vicario de Cajamarca. Esto se debe a que en el acta de matrimonio con Catalina Aldaz en 1746 firmó con este nombre. Sin embargo, siempre fue conocido por su apellido "de la Cruz y Espejo". Su esposa, Catalina Aldaz era nacida en Quito y su familia era vecina de la calle larga de San Sebastián en aquella ciudad.

Fruto de los enemigos políticos de su hijo, Eugenio Espejo, Luis sufrió varios ataques a su reputación. Especialmente en 1782, el año de su muerte, cuando Eugenio se pelearía contra el doctor Sancho de Escobar y Mendoza, quien fuera párroco de Zámbiza, por el pago de honorarios por sus servicios médicos. Fruto de esta querella empezaría el rumor de que Luis Espejo, en realidad se apellidaba Chusig, y tenía procedencia indígena:
Es constante que su padre Luis Chúsig por apellido, y mudado en el de Espejo, fue indio oriundo y nativo de Cajamarca, que vino sirviendo de paje de cámaras al Padre Fray Josef del Rosario, descalzo de pie y pierna, abrigado con un cotón de bayeta azul, y un calzón de la misma tela, y por parte de su madre fulana Aldaz, aunque es dudosa su naturaleza, pero toda la duda solo recae en si es india o mulata; y por la misma duda, no teniendo dicho Eugenio voz para parecer por sí solo en juicio, debió siempre presentarse por medio y reproducción del Señor Protector General de los naturales.
Estas acusaciones fueron a su vez recogidas por escritores indigenistas durante el siglo XX para difundir la afirmación de que Eugenio Espejo sería indígena. Esto imitando lo que sucedió en México donde en la independencia existió una participación importante de la población indígena, llegando a destacar Benito Juárez. Sin embargo, la situación en la Audiencia de Quito sería distinto, puesto que los indígenas más bien se caracterizaron por apoyar las tropas realistas antes que los patriotas. Regresando a la acusación en cuestión, se puede ver que es una frase para denigrar, lleno de juicios subjetivos como que Luis llegó "descalzo de pie y pierna" y tenía "cotón de bayeta azul y un calzón de la misma tela". Asimismo su esposa Catalina Aldaz recibiría improperios al ser llamada "fulana" y ser "dudosa su naturaleza". Además, el señor Protector General de los naturales al final de la cita se refiere al Protector de indios, lo que a su vez entra en plena contradicción con el juicio ocurrido en el año de 1760 cuando perdió Luis Espejo (mestizo) frente a Blas Guevara (indígena) en donde el Protector de indios fallaría a favor de Guevara. 

Luis Espejo fue un médico reconocido aunque no llegó a tener la fama de su hijo Eugenio. Sin embargo, Eugenio afirmaría que su padre lograría a ser Director del Hospital, aunque no existen más documentación histórica que confirmen esta afirmación. Por sus largas horas en el trabajo, y también fruto de que llevaría a su hijo Eugenio al hospital desde temprana edad, lograría instaurar en él, el amor por la medicina. Fue un médico reconocido según testifican varios historiadores que han revisado su vida. Pablo Herrera González afirma que "Don Luis Santacruz habil cirujano", Francisco Campos dice que "era un hábil pforesor de medicina y cirujía, y con este motivo inclinó a su hijo a seguir esa profesión, la cual terminó con lucimiento", González Suárez expresa que "El padre de Espejo fue un empírico que adquirió práctica en el Hospital al servicio de los Betlemitas". Después de trabajar toda su vida en el hospital, Luis Espejo moriría en 1782. Ante su muerte Luis fue recordado de la siguiente manera:
"No sé que en toda esa grande Ilustre Provincia se hallen dos del celo, amor, severidad y costumbres de Padre y ciudadano como Luis Espejo"